# Rosatom
Rosatom (ros. Росатом), Państwowa Korporacja Energii Jądrowej „Rosatom” (ros. Государственная корпорация по атомной энергии «Росатом») – rosyjska państwowa grupa kapitałowa zrzeszają przedsiębiorstwa i instytucje naukowe, w tym wszystkie niezwiązane z wojskiem spółki zajmujące się energią jądrową na terytorium Federacji Rosyjskiej, przemysłowy kompleks broni jądrowej, instytucje naukowo-badawcze oraz rosyjską flotę lodołamaczy o napędzie atomowym.
Rosatom jest największą spółką generującą w Rosji, zaspokajającą ponad 40% światowego rynku wzbogacania uranu, 17% światowego rynku wytwarzania paliwa jądrowego.
Rosatomowi powierzono także zadania w zakresie wykonania zobowiązań międzynarodowych Rosji w dziedzinie pokojowego wykorzystywania energii jądrowej i międzynarodowego reżimu nierozprzestrzeniania materiałów jądrowych.
Korporacja posiada przedstawicielstwa w Singapurze, na Ukrainie, w Czechach, na Słowacji, na Węgrzech, w Bułgarii, RPA i Wielkiej Brytanii.

## Działalność
Na początku 2014 roku Rosatom miał podpisane kontrakty na budowę 20 bloków energetycznych na całym świecie (nie licząc projektów budowy 9 bloków energetycznych na terytorium FR z reaktorami typu WWER).
W 2013 r. łączna wartość portfela kontraktów na budowę elektrowni atomowych, dostawy paliwa, wzbogaconego uranu i innych usług przekroczyła 74 miliardy dolarów. Dla porównania – w 2012 r. wartość ta wynosiła 65,9 miliarda USD. Geografia eksportu paliwa jądrowego obejmuje następujące państwa: Finlandia, Szwecja, Niemcy, Wielka Brytania, Szwajcaria, Holandia, Słowacja, Czechy, Węgry, Ukraina, Bułgaria, Armenia, Iran, Indie, Chiny. Połowa bieżącego portfela zamówień na budowę nowych bloków energetycznych przypada na Azję.
Wzbogacony uran jest dostarczany do Finlandii, Szwecji, Hiszpanii, Wielkiej Brytanii, Francji, Belgii, Niemiec, Szwajcarii, Ukrainy, Japonii, Korei Południowej, Chin, ZEA, Południowej Afryki, Meksyku, USA, Australii, Kanady.
| Państwo i położenie                     | Projekty |
| Czechy Třebíč                           | * Dostawa paliwa jądrowego dla bloków energetycznych nr 1-2 elektrowni atomowej Temelin i nr 1-4 dla elektrowni atomowej Dukovany. * Udział w przetargu na dokończenie dwóch bloków energetycznych elektrowni atomowej Temelin, którego rozstrzygnięcie przełożono do 2015 r. |
| Finlandia Hanhikivi Loviisan Pyhäjoki   | Budowa elektrowni atomowej Hanhikivi 21 grudnia 2013 r. podpisano pakiet umów dotyczących projektu elektrowni atomowej Hanhikivi-1: umowę o warunkach odpowiedzialności i stosunku udziałów w projekcie (dokument przewiduje wejście spółki-córki Rusatom Overseas SA w skład akcjonariatu firmy Fennovoima z 34% udziałem); kontrakt na budowę elektrowni atomowej; umowę o dostawach paliwa jądrowego dla przyszłej elektrowni atomowej Hanhikivi. Dostawa paliwa jądrowego dla pierwszego bloku energetycznego elektrowni atomowej Loviisan W latach 1977 i 1980 w elektrowni atomowej Loviisan oddano do eksploatacji dwa bloki energetyczne wzoru rosyjskiego z reaktorami typu WWER-440. Zgodnie z umową z 21 grudnia 2006 r. spółka paliwowa NVEL realizuje dostawy zmodyfikowanego paliwa uranowo-gadolinowego do obu bloków energetycznych elektrowni. |
| Wielka Brytania hrabstwo Suffolk        | Dostawa paliwa jądrowego z regenerowanego uranu do elektrowni atomowej Sizewell. Od 2007 r. realizowane są dostawy jądrowych tabletek paliwowych do elektrowni atomowej Sizewell. 5 września 2013 r. rosyjski Rosatom i Ministerstwo Energetyki i Zmian Klimatu Wielkiej Brytanii podpisali Memorandum o wzajemnym zrozumieniu we współpracy w dziedzinie energetyki atomowej. Dodatkowo podpisano umowę o współpracy Rosatomu z firmami Rolls-Royce i Fortum mającej na celu wspólne zbadanie możliwości budowy i eksploatacji elektrowni atomowej z reaktorami WWER na terytorium Wielkiej Brytanii. 13 stycznia 2013 r. w wyniku bezpośrednich rozmów pomiędzy Rosją a Wielką Brytanią Państwowa Korporacja Rosatom otrzymała oficjalne zaproszenie do udziału w budowie nowych reaktorów atomowych w Wielskiej Brytanii.                                    |
| Białoruś Ostrowiec                      | Budowa pierwszej w kraju Ostrowieckiej elektrowni atomowej Budowa bloków energetycznych nr 1 i 2 z reaktorami typu WWER-1200 o łącznej mocy 2400 MWe według projektu AES-2006. |
| Bułgaria Kozłoduj                       | *Modernizacja bloków energetycznych nr 5 i 6 elektrowni atomowej Kozłoduj w celu zapewnienia ich bezpiecznej eksploatacji. * Dostawy paliwa dla elektrowni atomowej Kozłoduj. |
| Turcja Mersin                           | Prace przygotowawcze do budowy bloków energetycznych nr 1-4 elektrowni atomowej Akkuyu Budowa i oddanie do eksploatacji czterech bloków energetycznych z reaktorami typu WWER-1200 o łącznej mocy 4800 MWe. Budowa elektrowni atomowej Akkuzu będzie odbywać się zgodnie z mechanizmem BOO (build – own – operate; buduj – władaj – eksploatuj). |
| Jordania Irbid                          | Budowa pierwszej jordańskiej elektrowni atomowej 1 listopada 2013 r. Państwowa Korporacja Rosatom wygrała przetarg na budowę elektrowni atomowej w Jordanii. Budowa bloków energetycznych nr 1 i 2 z reaktorami typu WWER-1000 o łącznej mocy 2000 MWe. |
| Iran Buszehr                            | Oddanie do eksploatacji elektrowni atomowej Bushehr Zakończono budowę bloku energetycznego nr 1 z reaktorem typu WWE o mocy 1000 MWe. 23 września 2013 r. blok energetyczny został przekazany do eksploatacji Iranowi. |
| Indie Kadankulam, stan Tamilnadu        | Oddano do eksploatacji pierwszy blok energetyczny elektrowni atomowej Kadankulam 21 października 2013 r. podłączono do sieci blok energetyczny nr 1 z reaktorem typu WWER-1000 o mocy 1000 MWe. Zakończenie budowy drugiego bloku energetycznego Przygotowanie do budowy bloków energetycznych nr 3 i nr 4 |
| Wietnam prowincja Ninh Thuận            | Budowa pierwszej wietnamskiej elektrowni atomowej Ninh Thuận Trwa budowa bloków energetycznych nr 1 i nr 2 z reaktorami typu WWER-1000 lub WWER-1200 (nie dokonano jeszcze ostatecznego wyboru). |
| Bangladesz plac o pow. 160 km. od Dhaki | Przygotowanie do budowy pierwszej bangladeskiej elektrowni atomowej Ruppur Wstępne stadium budowy bloków energetycznych nr 1 i 2 z reaktorami typu WWER-1000 o łącznej mocy 2000 MWe. |
| Chiny Lianyungang                       | Budowa bloków energetycznych nr 3 i nr 4 Tajwańskiej elektrowni atomowej. Trwa budowa bloków energetycznych nr 3 i 4 z reaktorami typu WWER-1000 o łącznej mocy 2000 MWe. |
| Ukraina Niecieszyn                      | Budowa bloków energetycznych nr 3 i nr 4 Chmielnickiej elektrowni atomowej. 9 czerwca 2010 r. podpisano w Kijowie umowę pomiędzy Rządem Federacji Rosyjskiej a Gabinetem Ministrów Ukrainy o współpracy w budowie bloków energetycznych nr 3 i nr 4 Chmielnickiej elektrowni atomowej. Umowa przewiduje, że okres eksploatacji urządzeń zgodnie z projektem WWER-1000 zwiększy się dzięki ewolucyjnym konstruktywnym zmianom. Status potencjalnie dużych projektów energetycznych z rosyjskim finansowaniem przewiduje obecnie zakończenie budowy bloków energetycznych nr 3 i 4, budowę zakładu paliwa jądrowego oraz budowę elektrowni miejskiej i elektrowni szczytowo-pompowej. |
| Armenia                                 | Dostawy paliwa dla bloku energetycznego nr 2 elektrowni atomowej Mecamor W latach 1976 i 1980 uruchomiono bloki energetyczne nr 1 i nr 2 z reaktorami typu WWER-440. Eksploatowany jest jedynie blok energetyczny nr 2, którego użytkowanie przedłużono do 2026 r. Paliwo dla elektrowni dostarcza spółka paliwowa Rosatomu TVEL. |
| Węgry                                   | Budowa dwóch bloków elektrowni atomowej w Paks |

## Kierunki działalności korporacji

### Jądrowy kompleks energetyczny
Jednym z celów Państwowej Korporacji Rosatom jest zapewnienie energii elektrycznej dla przemysłu i ludności przy systematycznym wzroście udziału energii elektrycznej wytwarzanej w elektrowniach atomowych.
Rosatom dysponuje pełnym zbiorem technologii jądrowego cyklu paliwowego.
Rosatom jest największą spółką generującą w Rosji, zaspokajającą ponad 40% światowego rynku wzbogacania uranu, 17% światowego rynku wytwarzania paliwa jądrowego.

### Badania naukowe
Korporacja posiada grupę instytucji naukowych i konstrukcyjnych zajmujących się zarówno podstawowymi badaniami fizycznymi i stosowanymi, jak i opracowaniami naukowymi i konstrukcyjnymi.
Rosatom opracował technologie wzbogacania uranu wykorzystywanego w elektrowniach atomowych z wodno-wodnym reaktorem energetycznym (WWER), które sprawdziły się w ciągu ponad 1500 reaktorolat bezawaryjnej pracy.
Państwowa Korporacja Rosatom bierze udział w międzynarodowych projektach badawczych, m.in.:
- międzynarodowy projekt budowy eksperymentalnego reaktora termojądrowego – ITER, za którego podstawę przyjęto instalacje rosyjskie „Tokamak”. Współpraca Międzynarodową Agencją Energii Atomowej (MAEA)
- projekty budowy reaktorów atomowych nowej generacji INPRO i „Generacja IV”
- projekt „Globalna inicjatywa jądrowo-energetyczna”, której celem jest stworzenie reaktora jądrowego z zamkniętym cyklem paliwowym, z minimalną ilością odpadów radioaktywnych.

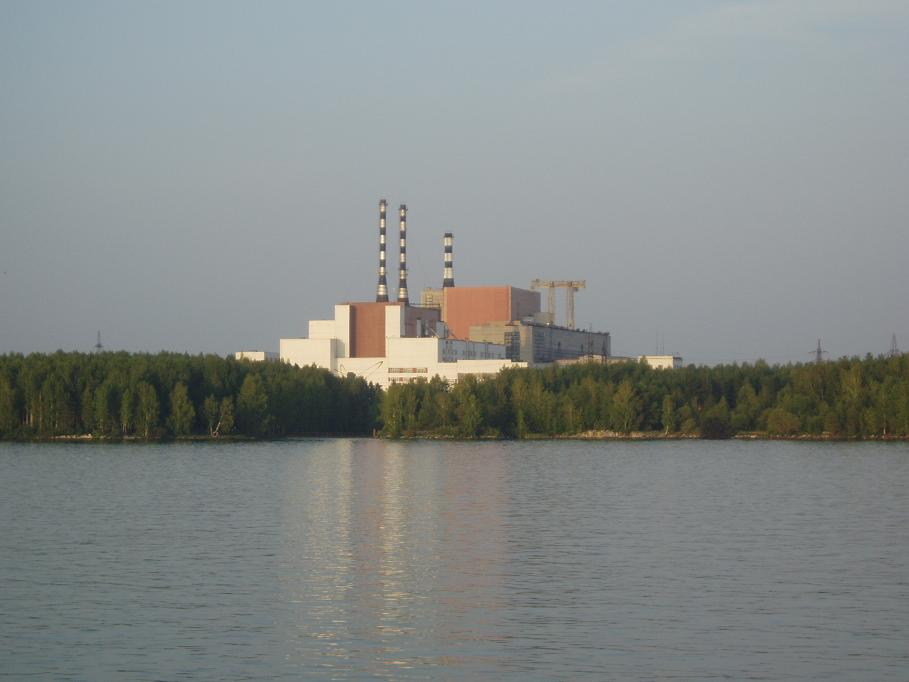
Elektrownia jądrowa Biełojarsk

Rosatom uczestniczy także w tworzeniu bazy technologicznej dla nowej platformy energetyki jądrowej na szybkich neuronach z zamykaniem jądrowego cyklu paliwowego (zgodnie z Rosyjskim Federalnym Kierunkowym Programem „Jądrowe technologie energetyczne nowej generacji” opracowanym na lata 2010–2020). Rosja jest jedynym państwem w świecie, który wykorzystuje na skalę przemysłową reaktor na szybkich neuronach z sodowym nośnikiem ciepła o dużej mocy (BN-600 w Biełojarskiej elektrowni atomowej). Kierownikiem naukowym tego projektu jest Państwowe Centrum Naukowe Federacji Rosyjskiej – Instytut Fizyczno-Energetyczny imienia A.I. Lejpunskiego. Program przewiduje także opracowanie podstaw przemysłowej energetyki termojądrowej. Instytucją wiodącą w dziedzinie badania plazmy i fizyki laserów jest Państwowe Centrum Naukowe Federacji Rosyjskiej Troicki Instytut Badań Innowacyjnych i Termojądrowych.

### Medycyna nuklearna
Jednym z kierunków działalności Państwowej Korporacji Rosatom jest rozwój medycyny nuklearnej (radioterapii stosowanej w leczeniu chorób onkologicznych), która dotychczas nie jest szeroko stosowana w Rosji. Trwają prace nad stworzeniem pierwszego federalnego centrum medycyny nuklearnej. We współpracy z Federalną Agencją Medyczno-Biologiczną Rosji i producentami zagranicznymi trwa proces odtworzenia całego produkcyjnego kompleksu medycznego – od izotopów do urządzeń.

### Bezpieczeństwo jądrowe i radiologiczne
Zapewnienie bezpieczeństwa jądrowego i radiologicznego jest jednym z podstawowych funkcji Państwowej Korporacji Rosatom. Korporacja zapewnia bieżącą bezawaryjną eksploatację obiektów energetyki jądrowej i innych potencjalnie niebezpiecznych obiektów jądrowych i radiacyjnych poprzez licencjonowanie wszystkich etapów projektowania, budowy i eksploatacji takich obiektów.
Państwowa Korporacja Rosatom jest organem wykonawczym FR w sprawach dotyczących współpracy w dziedzinie pokojowego wykorzystywania energii atomowej oraz zapewnienia i umocnienia międzynarodowego reżimu nierozprzestrzeniania broni jądrowej. Rosatom działa wspólnie z organizacjami międzynarodowymi: Międzynarodową Agencją Energii Atomowej (MAEA), Agencją Energetyki Atomowej przy OBWE (NEA/OECD), Światowym Stowarzyszeniem Nuklearnym (WNA), Światowego Stowarzyszenia Operatorów Elektrowni Atomowych (WANO) i in.

### Materiały kompozytowe
Jednym z kierunków działalności Państwowej Korporacji Rosatom jest produkcja polimerycznych materiałów kompozytowych na bazie włókna węglowego – materiału organicznego zawierającego 92–99,99% węgla. W porównaniu z tradycyjnymi materiałami konstrukcyjnymi (aluminium, stal itp.) materiały kompozytowe na bazie włókien węglowych posiadają ekstremalnie wysokie właściwości – trwałość, odporność na zmęczenie, duża elastyczność.

### Flota lodołamaczy atomowych

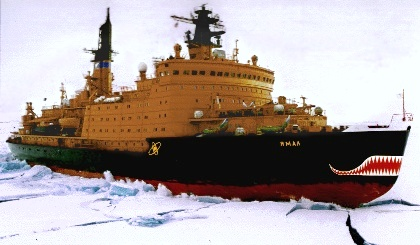

Flota lodołamaczy atomowych Rosji obecnie dysponuje 4 lodołamaczami atomowymi, 1 kontenerowiec i 4 statki obsługi technicznej. Jego zadaniem jest zapewnienie stabilnego funkcjonowania Północnego szlaku morskiego oraz dostępu do rejonów Dalekiej Północy i szelfu arktycznego.
Planuje się budowę lodołamaczy atomowych o podwójnym zanurzeniu (zdolnych do funkcjonowania zarówno na morzu, jak i w ujściach rzek) w celu zapewnienia nawigacji na Północnym szlaku morskim. Niedawno Państwowa Korporacja Rosatom rozpoczęła realizację projektu budowy pierwszego i drugiego seryjnego lodołamacza atomowego LK-60, projekt 22220 – największych lodołamaczy na świecie.

### Działalność Rosatomu w Polsce

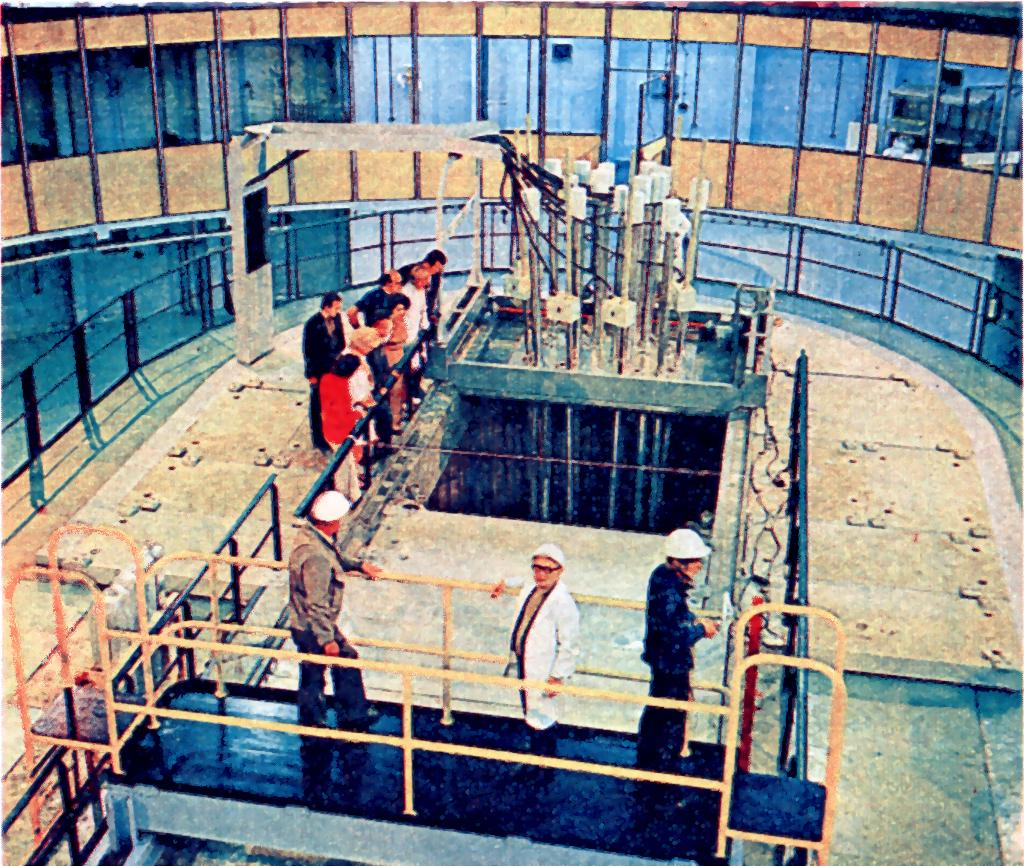
Reaktor Maria w czasie budowy

Współpraca Polski i Rosji w dziedzinie energetyki jądrowej rozpoczęła się od budowy przez Związek Radziecki dwóch polskich reaktorów badawczych „Ewa” (o mocy 10 MW) i „Maria” (o mocy 30 MW), znajdujących się w Krajowym Centrum Badań Jądrowych Polskiego Instytutu Energii Atomowej (Polatom) w Świerku.
Reaktor „Ewa” był eksploatowany od 1958 r. do 1995 r., Reaktor „Maria”, uruchomiony w 1974 r. jest jedynym funkcjonującym reaktorem badawczym na terytorium Polski.
W maju 2004 r. Polska wraz z 14 innymi państwami wzięła udział we wspólnej realizacji międzyrządowej umowy rosyjsko-amerykańskiej „O współpracy przy wwozie do Federacji Rosyjskiej paliwa jądrowego reaktorów badawczych, wytworzonego w Federacji Rosyjskiej” (program RRRFR). Jednym z celów Programu było zmniejszenie ryzyk rozprzestrzenienia broni jądrowej i wykorzystywania materiałów jądrowych do celów terrorystycznych, poprzez zamianę wysoko wzbogaconego paliwa na paliwo o niskim poziomie wzbogacenia w wielu reaktorach badawczych produkcji rosyjskiej.